# Tit for Tat (Ain't No Taking Back)
"Tit for Tat (Ain't No Taking Back)" é uma canção natalina gravada por James Brown. Lançada como single em 1968, alcançou o número 86 da parada Pop.